# Lasiochilus
Lasiochilus is een geslacht van wantsen uit de familie bloemwantsen (Anthocoridae). Het geslacht werd voor het eerst wetenschappelijk beschreven door Odo Reuter in 1871.

## Soorten
Het genus bevat de volgende soorten:

- Lasiochilus decolor (White, 1879)
- Lasiochilus denigratus (White, 1879)
- Lasiochilus galateae Reuter, 1884
- Lasiochilus luceonotatus Yamada & Hirowatari, 2005
- Lasiochilus microps Champion, 1900
- Lasiochilus montivagus Kirkaldy, 1908
- Lasiochilus nubigenus Kirkaldy, 1908
- Lasiochilus punctipennis Champion, 1900
- Lasiochilus silvicola Kirkaldy, 1908
- Lasiochilus sulcatus Champion, 1900
- Lasiochilus sulcicollis Reuter, 1884
- Lasiochilus varicolor Uhler, 1894

Subgenus Dilasia Reuter, 1871
- Lasiochilus corticalis Reuter, 1884
- Lasiochilus femoralis (Gross, 1954)
- Lasiochilus fruhstorferi (Poppius, 1909)
- Lasiochilus fusculus (Reuter, 1871)
- Lasiochilus indica Muraleedharan, 1978
- Lasiochilus japonicus Hiura, 1967

Subgenus Lasiochilus Reuter, 1871
- Lasiochilus comitalis Drake & Harris, 1926
- Lasiochilus divisus Champion, 1900
- Lasiochilus gerhardi Blatchley, 1926
- Lasiochilus hirtellus Drake & Harris, 1926
- Lasiochilus mirificus Drake & Harris, 1926
- Lasiochilus pallidulus Reuter, 1871